# Cookie (revista)
Cookie (クッキー, Kukkī) é uma revista bimestral japonesa de mangás josei publicada pela Shueisha. Em 2008 a revista tinha uma tiragem de 175.000 cópias, caindo para 56.000 cópias em 2015, parte de uma tendência que afeta toda a indústria.
Em 1996 o departamento responsável pela revista Ribon, também da editora Shueisha, começou a publicar uma revista chamada Ribon Teens que possuía séries de mangakás conhecidos da Ribon assim como novos artistas. Essa revista foi publicada em intervalo irregular entre 1996 e 1997, quando então parou de ser publicada. O conceito da Ribon Teens foi reaproveitado em 1999, com a revista renomeada para Cookie. A revista foi publicada mensalmente até julho de 2012, quando passou a ser publicada bimestralmente.  

## Séries atuais
| Título da série                                                             | Autor             | Início            |
| --------------------------------------------------------------------------- | ----------------- | ----------------- |
| "Mi"-seijuku (『未』成熟)                                                   | Maria             | Janeiro de 2016   |
| Akazukin Chacha N (赤ずきんチャチャN)                                       | Ayahana Min       | Março de 2011     |
| Daremo Shiranai Niwa (誰もしらない庭)                                       | Aizawa Haruka     | Junho de 2012     |
| Good Morning Kiss (グッドモーニング・キス)                                  | Takasuka Yue      | Maio de 2006      |
| Hakoiri no Musume (ハコイリのムスメ)                                        | Iketani Rikako    | Março de 2015     |
| Haru Meguru (春巡る)                                                        | Obata Yuuki       | Julho de 2012     |
| Hashitanakute gomen (はしたなくてごめん)                                    | Ishida Takumi     | 2009              |
| Honey Bitter (Honey Bitter)                                                 | Obana Miho        | Fevereiro de 2004 |
| I Girl (あいがある-I girl-)                                                 | Nakahara Momota   | Março de 2012     |
| Kisekae Yuka-chan (きせかえユカちゃん)                                      | Higashimura Akiko | Novembro de 2000  |
| Koshoku Robot (孤食ロボット)                                                | Iwaoka Hisae      | Fevereiro de 2013 |
| Mikazuki to Nagareboshi (三日月と流れ星)                                    | Shiina Ayumi      | Novembro de 2014  |
| Ringo to Hachimitsu Walk (林檎と蜂蜜walk)                                   | Miyagawa Masayo   | Abril de 2009     |
| Seishun wa Zombie deshita (青春はゾンビでした)                              | Eban Fumi         | Novembro de 2015  |
| Shibuyaku Maruyamachou (渋谷区円山町)                                       | Okazaki Mari      | 2003              |
| Taiyou ga Miteiru (kamo Shirenai kara) (太陽が見ている（かもしれないから）) | Ikuemi Ryou       | Março de 2014     |
| Zen Zen (zen zen ゼン ゼン)                                                 | Maki Youko        | Outubro de 2010   |

## Séries finalizadas
- Nana
- Six Half
- Bitou Lollipop
- Principal
- Ano Ko to Issho
- Zig☆Zag Don
- Deep Clear
- Papa no Iukoto wo Kikinasai!: Miu-sama no Iutoori
- Kiyoku Yawaku
- Chiisai Hitsuji wa Yume wo Miru
- Parapal
- Kamisama no Orgel
- Ichigo to Anzu
- Kirakira 100%
- Misty Boy
- Hikoukigumo
- Yogoreteru Hima nanka Nai
- Tomodachi Ijou
- 12 Months
- Colorful Palette
- Koi no Surisasu
- Nobody Cry
- Tera Girl
- Yoake Mae
- Mahou wo Shinjiru kai?
- Junai Rosen
- Koufuku Daibu
- Girls Bravo?
- Kore wa Koi desu
- Double
- Kocchi ni Oide yo.
- Hoshi no Hayasa de Kaketeku
- Zoccha no Nichijou
- Mosaic no Sakana
- Eb★Star
- Setsuna no Aonisai
- Hibari Chou 1 Choume no Jijou
- Koisuru♥Kyuukyuubako
- Ringo to Hachimitsu